# Torneo Apertura 2021 (El Salvador)
El Torneo Apertura 2021 fue la 94.ª edición de la Primera División de El Salvador de fútbol. El torneo lo organizó la Primera División de Fútbol de El Salvador y defendió el título de campeón Club Deportivo FAS, cuyo inicio fue el sábado 31 de julio, finalizando el domingo 19 de diciembre.
Alianza fue el campeón del torneo por decimosexta vez tras derrotar al Platense por marcador de 2 - 1.

## Sistema de competición
El torneo de la Liga Pepsi, está conformado en dos partes:
- Fase regular: Se integra por las 22 jornadas del torneo.
- Fase final: Se integra por los partidos de cuartos de final, semifinal y final, más conocida como liguilla o postemporada.

### Fase regular
En la fase regular se observará el sistema de puntos. La ubicación en la tabla general está sujeta a lo siguiente:
- Por juego ganado se obtendrán tres puntos.
- Por juego empatado se obtendrá un punto.
- Por juego perdido no se otorgan puntos.

En esta fase participan los 12 clubes de la Liga Pepsi jugando en cada torneo todos contra todos durante las 22 jornadas respectivas.
El orden de los clubes al final de la fase de calificación del torneo corresponderá a la suma de los puntos obtenidos por cada uno de ellos y se presentará en forma descendente. Si al finalizar las 22 jornadas del torneo, dos o más clubes estuviesen empatados en puntos, su posición en la tabla general será determinada atendiendo a los siguientes criterios de desempate:
1. Mejor diferencia entre los goles anotados y recibidos y goles.
2. Mayor número de goles anotados.
3. Marcadores particulares entre los clubes empatados.
4. Mayor número de goles anotados como visitante.
5. Mejor ubicado en la tabla general de cociente
6. Tabla Fair Play
7. Sorteo.

Para determinar los lugares que ocuparán los clubes que participen en la fase final del torneo se tomará como base la tabla general de clasificación.
Participan automáticamente por el título de Campeón de la Liga Pepsi, los 8 primeros clubes de la tabla general de clasificación al término de las 22 jornadas.

### Fase final
Los ocho clubes calificados para esta fase del torneo serán reubicados de acuerdo con el lugar que ocupen en la tabla General al término de la jornada 22, con el puesto del número uno al club mejor clasificado, y así hasta el número 8. Los partidos a esta fase se desarrollarán a visita, en las siguientes etapas:
- Cuartos de final
- Semifinales
- Final

Los clubes vencedores en los partidos de cuartos de final y semifinal serán aquellos que en los dos juegos anoten el mayor número de goles. De existir empate en el número de goles anotados, se definirá el clasificado en la tanda de penales.
Los partidos correspondientes a la fase final se jugarán obligatoriamente los días miércoles y sábado, y jueves y domingo eligiendo, en su caso, exclusivamente en forma descendente, los cuatro clubes mejor clasificados en la tabla general al término de la jornada 22, el día y horario de su partido como local. Los siguientes cuatro clubes podrán elegir únicamente el horario.
El club vencedor de la final y por lo tanto Campeón, será aquel que en el partido anote el mayor número de goles. Si al término del tiempo reglamentario el partido está empatado, se agregarán dos tiempos extras de 15 minutos cada uno. De persistir el empate en estos periodos, se procederá a lanzar tiros penales hasta que resulte un vencedor.
Los partidos de cuartos de final se jugarán de la siguiente manera:
En las semifinales participarán los cuatro clubes vencedores de cuartos de final, reubicándolos del uno al cuatro, de acuerdo a su mejor posición en la tabla General de clasificación al término de la jornada 22 del torneo correspondiente, enfrentándose:
Disputarán el título de Campeón del Torneo de Apertura 2021, los dos clubes vencedores de la fase semifinal correspondiente, reubicándolos del uno al dos, de acuerdo a su mejor posición en la tabla general de clasificación al término de la jornada 22 de cada Torneo.

## Relevo anual de clubes
Este torneo presentaba como novedad el congelamiento del descenso, esto debido a que la temporada antepasada no se pudo finalizar debido a la Pandemia de COVID-19 en El Salvador; sin embargo, el 19 de mayo de 2021, el comité ejecutivo de la Federación Salvadoreña de Fútbol dio a conocer el descenso de Sonsonate tras permanecer 6 temporadas en primera, por deudas de más de dos meses con el plantel cocotero en este último torneo. Fue reemplazado por el campeón de la final de ascenso de la Segunda División Platense que retornó a la máxima división tras 46 años de ausencia.
| Pos   | Ascendido de la Segunda |
| ----- | ----------------------- |
| Prom. | Platense                |

| Pos  | Descendido de la Primera |
| ---- | ------------------------ |
| 11.° | Sonsonate                |

## Equipos participantes

### Equipos por departamento
| Departamento | N.º | Equipos                  |
| ------------ | --- | ------------------------ |
| San Salvador | 2   | Alianza y Atlético Marte |
| Santa Ana    | 2   | FAS e Isidro Metapán     |
| Ahuachapán   | 1   | 11 Deportivo             |
| Chalatenango | 1   | Chalatenango             |
| La Libertad  | 1   | Santa Tecla              |
| La Paz       | 1   | Platense                 |
| La Unión     | 1   | Municipal Limeño         |
| Morazán      | 1   | Jocoro                   |
| San Miguel   | 1   | Águila                   |
| Usulután     | 1   | Luis Ángel Firpo         |

### Información de los equipos
El número de equipos participantes para esta temporada serán 12.
| Equipo             | Ciudad             | Entrenador               | Estadio                       | Capacidad | Fundación                | Marca         | Patrocinadores                                                                          | Cl. 2021 |
| ------------------ | ------------------ | ------------------------ | ----------------------------- | --------- | ------------------------ | ------------- | --------------------------------------------------------------------------------------- | -------- |
| Águila             | San Miguel         | Alberto Agustín Castillo | Juan Francisco Barraza        | 15 500    | 15 de febrero de 1926    | Umbro         | Ver lista Mister Donut                                                                  | 4.°      |
| 'Alianza'          | San Salvador       | Milton Meléndez          | Cuscatlán                     | 44 386    | 12 de octubre de 1958    | Umbro         | Ver lista Mister Donut Gatorade                                                         | 1.°      |
| 'Atlético Marte'   | San Salvador       | Nelson Ancheta           | Cuscatlán                     | 44 386    | 22 de abril de 1950      | Arijan Sports | Ver lista Total Tools                                                                   | 10.°     |
| 'Chalatenango'     | Chalatenango       | Erick Dowson Prado       | José Gregorio Martínez        | 15 000    | 10 de julio de 2017      | Milán         | Ver lista Lemus Premium Center                                                          | 9.°      |
| FAS                | Santa Ana          | Jorge Humberto Rodríguez | Óscar Alberto Quiteño         | 17 500    | 16 de febrero de 1947    | Joma          | Ver lista Hospital Cader Transportes Sol                                                | 8.°      |
| Isidro Metapán     | Metapán            | Omar Mejía               | Jorge "Calero" Suárez         | 10 000    | 2 de junio de 2000       | Milán         | Ver lista Arroz de San Pedro Agroamigo Morataya                                         | 3.°      |
| 'Jocoro'           | Jocoro             | Víctor Coreas            | Polideportivo Tierra de fuego | 3 000     | 19 de mayo de 1991       | Milán         | Ver lista Caja de Crédito Jocoro Hacienda Regalo de Dios                                | 12.°     |
| 'Luis Ángel Firpo' | Usulután           | Roberto Gamarra          | Sergio Torres Rivera          | 10 000    | 21 de septiembre de 1923 | Milán         | Ver lista La Pirraya ACODJAR de R.L. Sistema fedecredito                                | 5°       |
| 'Municipal Limeño' | Santa Rosa de Lima | José Manuel Romero       | Dr. Ramón Flores Berríos      | 5 000     | 11 de septiembre de 1949 | Innova Sports | Ver lista GSR Chilos Seafood Restaurant TuriTravel Disturbidora Torres.                 | 6.°      |
| '11 Deportivo'     | Ahuachapán         | Mario Guevara            | Arturo Simeón Magaña          | 5 000     | 20 de agosto de 2019     | Rush          | Ver lista Mister Donut La Geo Alcasa                                                    | 2.°      |
| Platense           | Zacatecoluca       | Guillermo Rivera         | Antonio Toledo Valle          | 6 200     | 1 de mayo de 1950        | Por definir   | Ver lista Pollo Campestre Multinet Queso Puebla Pollo Toño Caja de Crédito Zacatecoluca |          |
| 'Santa Tecla'      | Santa Tecla        | Rodolfo Góchez           | Nacional Las Delicias         | 10 000    | 15 de enero de 2007      | Maca          | Ver lista Plaza Merliot Palagrip Ferretería Sumersa                                     | 7.°      |

#### Relevo de entrenadores
| Equipo           | Entrenador (Jornadas)              | Fecha de vacante | Tipo de despido       | Posición en la tabla | Entrenador entrante      | Fecha de nombramiento |
| ---------------- | ---------------------------------- | ---------------- | --------------------- | -------------------- | ------------------------ | --------------------- |
| Jocoro           | Carlos Romero (Pretemporada)       | 8 de mayo        | Fin de contrato       | Pretemporada         | Pablo Quiñónez           | 22 de mayo            |
| Águila           | Armando Osma (Pretemporada)        | 9 de mayo        | Fin de contrato       | Pretemporada         | Cristian Domizzi         | 13 de mayo            |
| Atlético Marte   | Cristian Domizzi (Pretemporada)    | 12 de mayo       | Fin de contrato       | Pretemporada         | Nelson Ancheta           | 2 de junio            |
| Municipal Limeño | Nelson Ancheta (Pretemporada)      | 15 de mayo       | Rescisión de contrato | Pretemporada         | Bruno Martínez           | 16 de mayo            |
| 11 Deportivo     | Mario Elías Guevara (Pretemporada) | 20 de mayo       | Interino              | Pretemporada         | Carlos Romero            | 18 de mayo            |
| Isidro Metapán   | Juan Cortés Diéguez (1-4)          | 17 de agosto     | Destituido            | 10°                  | Misael Alfaro            | 18 de agosto          |
| Jocoro           | Pablo Quiñónez (1-6)               | 25 de agosto     | Destituido            | 9°                   | Víctor Coreas            | 26 de agosto          |
| Municipal Limeño | Bruno Martínez (1-6)               | 26 de agosto     | Destituido            | 12°                  | Giovanni Trigueros       | 30 de septiembre      |
| Chalatenango     | Ricardo Montoya (1-8)              | 14 de septiembre | Destituido            | 10°                  | Erick Dowson Prado       | 16 de septiembre      |
| Santa Tecla      | Rubén Da Silva (1-11)              | 28 de septiembre | Renuncia              | 9°                   | Rodolfo Góchez           | 28 de septiembre      |
| Águila           | Cristian Domizzi (1-12)            | 2 de octubre     | Renuncia              | 6°                   | Alberto Agustín Castillo | 5 de octubre          |
| Isidro Metapán   | Misael Alfaro (5-12)               | 4 de octubre     | Destituido            | 11°                  | Omar Mejía               | 4 de octubre          |
| 11 Deportivo     | Carlos Romero (1-16)               | 30 de octubre    | Renuncia              | 5°                   | Mario Elías Guevara      | 30 de octubre         |
| Municipal Limeño | Giovanni Trigueros (12-21)         | 24 de noviembre  | Renuncia              | 12°                  | José Manuel Romero       | 24 de noviembre       |

## Fase regular

### Tabla de posiciones
| Pos. | Equipo             | Pts. | PJ | G  | E  | P  | GF | GC | Dif. | Clasificación    |
| ---- | ------------------ | ---- | -- | -- | -- | -- | -- | -- | ---- | ---------------- |
| 1    | 'Alianza'          | 51   | 22 | 16 | 3  | 3  | 48 | 19 | +29  | Cuartos de final |
| 2    | 'FAS'              | 38   | 22 | 11 | 5  | 6  | 33 | 20 | +13  | Cuartos de final |
| 3    | 'Luis Ángel Firpo' | 35   | 22 | 9  | 8  | 5  | 36 | 28 | +8   | Cuartos de final |
| 4    | '11 Deportivo'     | 35   | 22 | 9  | 8  | 5  | 39 | 32 | +7   | Cuartos de final |
| 5    | 'Águila'           | 34   | 22 | 9  | 7  | 6  | 36 | 27 | +9   | Cuartos de final |
| 6    | 'Platense'         | 29   | 22 | 7  | 8  | 7  | 22 | 27 | −5   | Cuartos de final |
| 7    | 'Chalatenango'     | 27   | 22 | 7  | 6  | 9  | 31 | 31 | 0    | Cuartos de final |
| 8    | 'Jocoro'           | 26   | 22 | 5  | 11 | 6  | 31 | 33 | −2   | Cuartos de final |
| 9    | Atlético Marte     | 25   | 22 | 6  | 7  | 9  | 22 | 30 | −8   |                  |
| 10   | Santa Tecla        | 24   | 22 | 6  | 6  | 10 | 23 | 33 | −10  |                  |
| 11   | Isidro Metapán     | 16   | 22 | 3  | 7  | 12 | 16 | 35 | −19  |                  |
| 12   | Municipal Limeño   | 14   | 22 | 2  | 8  | 12 | 16 | 38 | −22  | Último lugar     |

Actualizado a los partidos jugados el 27 de noviembre de 2021.
 Fuente: La Primera
Criterios de clasificación: Puntos · Diferencia de goles · Goles a favor · Enfrentamientos directos · Puntos fair-play · Sorteo.

### Evolución de la clasificación
| Jornada          | 1  | 2  | 3  | 4  | 5  | 6  | 7  | 8  | 9  | 10 | 11 | 12 | 13 | 14 | 15 | 16 | 17 | 18 | 19 | 20 | 21 | 22 |
| Equipo           |    |    |    |    |    |    |    |    |    |    |    |    |    |    |    |    |    |    |    |    |    |    |
| ---------------- | -- | -- | -- | -- | -- | -- | -- | -- | -- | -- | -- | -- | -- | -- | -- | -- | -- | -- | -- | -- | -- | -- |
| Alianza          | 1  | 2  | 6  | 7  | 8* | 6  | 4  | 1  | 1  | 1  | 2  | 1  | 1  | 1  | 1  | 1  | 1  | 1  | 1  | 1  | 1  | 1  |
| FAS              | 2  | 1  | 1  | 1  | 1  | 2  | 1  | 2  | 2  | 2  | 1  | 2  | 2  | 2  | 2  | 2  | 2  | 3  | 3  | 2  | 2  | 2  |
| Luis Ángel Firpo | 7  | 7  | 5  | 6  | 3  | 3  | 5  | 6  | 5  | 5  | 7  | 7  | 6  | 6  | 6  | 4  | 5  | 4  | 4  | 4  | 4  | 3  |
| 11 Deportivo     | 5  | 4  | 2  | 2  | 4* | 4  | 3  | 4  | 4  | 4  | 3  | 3  | 3  | 3  | 4  | 5  | 4  | 5  | 5  | 5  | 5  | 4  |
| Águila           | 3  | 6  | 7  | 5  | 2  | 1  | 2  | 3  | 3  | 3  | 4  | 6  | 4  | 4  | 3  | 3  | 3  | 2  | 2  | 3  | 3  | 5  |
| Platense         | 6  | 8  | 8  | 9  | 7  | 5  | 7  | 5  | 7  | 7  | 6  | 5  | 7  | 7  | 7  | 7  | 8  | 8  | 6  | 6  | 6  | 6  |
| Chalatenango     | 4  | 3  | 3  | 3  | 5  | 7  | 8  | 10 | 9  | 9  | 8  | 10 | 10 | 10 | 10 | 10 | 10 | 10 | 10 | 10 | 8  | 7  |
| Jocoro           | 8  | 12 | 11 | 8  | 10 | 9  | 10 | 7  | 6  | 6  | 5  | 4  | 5  | 5  | 5  | 6  | 6  | 6  | 7  | 7  | 7  | 8  |
| Atlético Marte   | 9  | 9  | 10 | 11 | 11 | 10 | 6  | 8  | 8  | 8  | 10 | 9  | 9  | 9  | 9  | 9  | 9  | 9  | 8  | 8  | 9  | 9  |
| Santa Tecla      | 11 | 5  | 4  | 4  | 6  | 8  | 9  | 9  | 10 | 10 | 9  | 8  | 8  | 8  | 8  | 8  | 7  | 7  | 9  | 9  | 10 | 10 |
| Isidro Metapán   | 10 | 11 | 9  | 10 | 9  | 11 | 11 | 11 | 11 | 11 | 11 | 11 | 12 | 12 | 12 | 12 | 11 | 11 | 11 | 11 | 11 | 11 |
| Municipal Limeño | 12 | 10 | 12 | 12 | 12 | 12 | 12 | 12 | 12 | 12 | 12 | 12 | 11 | 11 | 11 | 11 | 12 | 12 | 12 | 12 | 12 | 12 |

- Partido pendiente

### Resumen de resultados
| Local / Visita        | CDÁ   | AFC   | ATM   | CHA   | FAS   | ADIM  | JOC   | LÁF   | MLI   | DEP   | PLA   | STL   |
| --------------------- | ----- | ----- | ----- | ----- | ----- | ----- | ----- | ----- | ----- | ----- | ----- | ----- |
| C.D. Águila           |       | 0 - 1 | 4 - 1 | 2 - 1 | 1 - 1 | 4 - 0 | 2 - 2 | 1 - 1 | 2 - 1 | 1 - 2 | 1 - 0 | 2 - 0 |
| Alianza F.C.          | 2 - 1 |       | 3 - 1 | 1 - 0 | 1 - 0 | 1 - 0 | 2 - 0 | 2 - 2 | 4 - 1 | 1 - 0 | 4 - 0 | 5 - 0 |
| C.D. Atlético Marte   | 1 - 2 | 2 - 1 |       | 0 - 2 | 0 - 1 | 2 - 0 | 2 - 1 | 1 - 3 | 2 - 0 | 0 - 0 | 0 - 0 | 0 - 1 |
| A.D. Chalatenango     | 1 - 1 | 2 - 1 | 2 - 2 |       | 1 - 2 | 1 - 0 | 0 - 2 | 0 - 2 | 1 - 1 | 1 - 2 | 2 - 2 | 0 - 2 |
| C.D. FAS              | 0 - 1 | 0 - 1 | 2 - 2 | 1 - 1 |       | 3 - 0 | 4 - 1 | 3 - 1 | 2 - 1 | 3 - 2 | 0 - 1 | 3 - 1 |
| A.D. Isidro Metapán   | 2 - 2 | 1 - 2 | 0 - 0 | 1 - 4 | 1 - 2 |       | 1 - 1 | 2 - 1 | 1 - 0 | 0 - 1 | 1 - 0 | 1 - 1 |
| Jocoro F.C.           | 2 - 2 | 3 - 3 | 1 - 1 | 3 - 1 | 0 - 0 | 1 - 0 |       | 2 - 1 | 3 - 1 | 3 - 4 | 1 - 1 | 2 - 0 |
| C.D. Luis Ángel Firpo | 1 - 0 | 2 - 1 | 2 - 0 | 4 - 2 | 2 - 0 | 1 - 1 | 1 - 1 |       | 1 - 1 | 2 - 2 | 3 - 2 | 0 - 0 |
| C.D. Municipal Limeño | 1 - 0 | 0 - 3 | 1 - 2 | 0 - 3 | 0 - 3 | 2 - 2 | 0 - 0 | 1 - 1 |       | 1 - 1 | 0 - 1 | 1 - 1 |
| 11 Deportivo F.C.     | 2 - 2 | 2 - 3 | 0 - 0 | 0 - 2 | 1 - 3 | 1 - 1 | 2 - 2 | 1 - 0 | 4 - 1 |       | 1 - 1 | 4 - 3 |
| C.D. Platense         | 3 - 2 | 2 - 2 | 0 - 2 | 2 - 1 | 0 - 0 | 2 - 1 | 1 - 1 | 1 - 3 | 0 - 1 | 1 - 1 |       | 1 - 0 |
| Santa Tecla F.C.      | 2 - 3 | 0 - 4 | 0 - 0 | 1 - 1 | 1 - 0 | 3 - 0 | 2 - 1 | 2 - 2 | 1 - 1 | 0 - 1 | 0 - 1 |       |

|  | Victoria del equipo local     |
|  | Empate                        |
|  | Victoria del equipo visitante |

## Resultados
- La hora de cada encuentro corresponde al huso horario que rige a El Salvador (CST)

Nota: Los horarios se definen la semana previa a cada jornada. Todos los partidos son transmitidos en vivo por Canal 4 y Tigo Sports.

### Primera vuelta
| Jornada 1                             | Jornada 1 | Jornada 1        | Jornada 1              | Jornada 1   | Jornada 1 | Jornada 1      |
| Local                                 | Resultado | Visitante        | Estadio                | Fecha       | Hora      | Transmisión    |
| ------------------------------------- | --------- | ---------------- | ---------------------- | ----------- | --------- | -------------- |
| Chalatenango                          | 2 - 2     | Platense         | José Gregorio Martínez | 31 de julio | 18:00     | Canal 4        |
| Isidro Metapán                        | 0 - 0     | Atlético Marte   | Jorge "Calero" Suárez  | 31 de julio | 19:00     | Tigo Sports    |
| Luis Ángel Firpo                      | 1 - 1     | Jocoro           | Sergio Torres Rivera   | 1 de agosto | 15:00     | No transmitido |
| 11 Deportivo                          | 2 - 2     | Águila           | Arturo Simeón Magaña   | 1 de agosto | 15:00     | No transmitido |
| 'FAS'                                 | 3 - 1     | Santa Tecla      | Óscar Alberto Quiteño  | 1 de agosto | 15:15     | Canal 4        |
| 'Alianza'                             | 4 - 1     | Municipal Limeño | Cuscatlán              | 1 de agosto | 15:15     | Tigo Sports    |
| Total de goles: 19 (3.17 por partido) |           |                  |                        |             |           |                |

| Jornada 2                             | Jornada 2 | Jornada 2        | Jornada 2                | Jornada 2   | Jornada 2 | Jornada 2      |
| Local                                 | Resultado | Visitante        | Estadio                  | Fecha       | Hora      | Transmisión    |
| ------------------------------------- | --------- | ---------------- | ------------------------ | ----------- | --------- | -------------- |
| Atlético Marte                        | 0 - 2     | 'Chalatenango'   | Cuscatlán                | 7 de agosto | 15:00     | No transmitido |
| Municipal Limeño                      | 1 - 1     | Luis Ángel Firpo | Dr. Ramón Flores Berríos | 7 de agosto | 18:30     | Tigo Sports    |
| 'Santa Tecla'                         | 3 - 0     | Isidro Metapán   | Nacional Las Delicias    | 7 de agosto | 19:00     | No transmitido |
| Águila                                | 1 - 1     | FAS              | Juan Francisco Barraza   | 7 de agosto | 19:00     | Canal 4        |
| Jocoro                                | 3 - 4     | '11 Deportivo'   | Tierra de fuego          | 8 de agosto | 15:15     | No transmitido |
| Platense                              | 2 - 2     | Alianza          | Antonio Toledo Valle     | 8 de agosto | 15:15     | Canal 4        |
| Total de goles: 20 (3.33 por partido) |           |                  |                          |             |           |                |

| Jornada 3                             | Jornada 3 | Jornada 3        | Jornada 3              | Jornada 3    | Jornada 3 | Jornada 3      |
| Local                                 | Resultado | Visitante        | Estadio                | Fecha        | Hora      | Transmisión    |
| ------------------------------------- | --------- | ---------------- | ---------------------- | ------------ | --------- | -------------- |
| 'FAS'                                 | 4 - 1     | Jocoro           | Óscar Alberto Quiteño  | 4 de agosto  | 15:30     | Canal 4        |
| Atlético Marte                        | 0 - 1     | 'Santa Tecla'    | Cuscatlán              | 10 de agosto | 15:00     | Tigo Sports    |
| 'Chalatenango'                        | 2 - 1     | Alianza          | José Gregorio Martínez | 11 de agosto | 15:15     | No transmitido |
| 'Luis Ángel Firpo'                    | 3 - 2     | Platense         | Sergio Torres Rivera   | 11 de agosto | 15:30     | No transmitido |
| '11 Deportivo'                        | 4 - 1     | Municipal Limeño | Arturo Simeón Magaña   | 11 de agosto | 15:30     | No transmitido |
| Isidro Metapán                        | 2 - 2     | Águila           | Jorge "Calero" Suárez  | 11 de agosto | 19:00     | Tigo Sports    |
| Total de goles: 23 (3.83 por partido) |           |                  |                        |              |           |                |

| Jornada 4                             | Jornada 4 | Jornada 4        | Jornada 4                | Jornada 4    | Jornada 4 | Jornada 4      |
| Local                                 | Resultado | Visitante        | Estadio                  | Fecha        | Hora      | Transmisión    |
| ------------------------------------- | --------- | ---------------- | ------------------------ | ------------ | --------- | -------------- |
| 'Jocoro'                              | 1 - 0     | Isidro Metapán   | Tierra de fuego          | 14 de agosto | 15:15     | No transmitido |
| Santa Tecla                           | 1 - 1     | Chalatenango     | Nacional Las Delicias    | 14 de agosto | 18:00     | No transmitido |
| Municipal Limeño                      | 0 - 3     | 'FAS'            | Dr. Ramón Flores Berríos | 14 de agosto | 18:30     | Canal 4        |
| 'Águila'                              | 4 - 1     | Atlético Marte   | Juan Francisco Barraza   | 14 de agosto | 19:00     | Tigo Sports    |
| Alianza                               | 2 - 2     | Luis Ángel Firpo | Cuscatlán                | 15 de agosto | 15:15     | Canal 4        |
| Platense                              | 1 - 1     | 11 Deportivo     | Antonio Toledo Valle     | 15 de agosto | 15:15     | Tigo Sports    |
| Total de goles: 17 (2.83 por partido) |           |                  |                          |              |           |                |

| Jornada 5                            | Jornada 5 | Jornada 5          | Jornada 5              | Jornada 5        | Jornada 5 | Jornada 5      |
| Local                                | Resultado | Visitante          | Estadio                | Fecha            | Hora      | Transmisión    |
| ------------------------------------ | --------- | ------------------ | ---------------------- | ---------------- | --------- | -------------- |
| Chalatenango                         | 0 - 2     | 'Luis Ángel Firpo' | José Gregorio Martínez | 21 de agosto     | 16:00     | No transmitido |
| 'Isidro Metapán'                     | 1 - 0     | Municipal Limeño   | Jorge "Calero" Suárez  | 21 de agosto     | 19:00     | Tigo Sports    |
| Santa Tecla                          | 2 - 3     | 'Águila'           | Nacional Las Delicias  | 21 de agosto     | 19:00     | Canal 4        |
| 'Atlético Marte'                     | 2 - 1     | Jocoro             | Cuscatlán              | 22 de agosto     | 15:00     | Canal 4        |
| FAS                                  | 0 - 1     | 'Platense'         | Óscar Alberto Quiteño  | 22 de agosto     | 15:15     | Tigo Sports    |
| 'Alianza'                            | 1 - 0     | 11 Deportivo       | Arturo Simeón Magaña   | 10 de septiembre | 15:15     | Canal 4        |
| Total de goles: 13 (2.4 por partido) |           |                    |                        |                  |           |                |

| Jornada 6                             | Jornada 6 | Jornada 6        | Jornada 6                | Jornada 6    | Jornada 6 | Jornada 6      |
| Local                                 | Resultado | Visitante        | Estadio                  | Fecha        | Hora      | Transmisión    |
| ------------------------------------- | --------- | ---------------- | ------------------------ | ------------ | --------- | -------------- |
| 'Jocoro'                              | 2 - 0     | Santa Tecla      | Tierra de fuego          | 25 de agosto | 15:00     | No transmitido |
| Municipal Limeño                      | 1 - 2     | 'Atlético Marte' | Dr. Ramón Flores Berríos | 25 de agosto | 15:30     | No transmitido |
| Luis Ángel Firpo                      | 2 - 2     | 11 Deportivo     | Sergio Torres Rivera     | 25 de agosto | 15:30     | No transmitido |
| 'Platense'                            | 2 - 1     | Isidro Metapán   | Antonio Toledo Valle     | 25 de agosto | 15:30     | No transmitido |
| 'Águila'                              | 2 - 1     | Chalatenango     | Juan Francisco Barraza   | 25 de agosto | 19:00     | Tigo Sports    |
| 'Alianza'                             | 1 - 0     | FAS              | Cuscatlán                | 25 de agosto | 19:15     | Canal 4        |
| Total de goles: 16 (2.67 por partido) |           |                  |                          |              |           |                |

| Jornada 7                          | Jornada 7 | Jornada 7        | Jornada 7              | Jornada 7    | Jornada 7 | Jornada 7      |
| Local                              | Resultado | Visitante        | Estadio                | Fecha        | Hora      | Transmisión    |
| ---------------------------------- | --------- | ---------------- | ---------------------- | ------------ | --------- | -------------- |
| Chalatenango                       | 1 - 2     | '11 Deportivo'   | José Gregorio Martínez | 28 de agosto | 18:00     | No transmitido |
| Águila                             | 2 - 2     | Jocoro           | Juan Francisco Barraza | 28 de agosto | 19:00     | Tigo Sports    |
| Santa Tecla                        | 1 - 1     | Municipal Limeño | Nacional Las Delicias  | 28 de agosto | 19:00     | No transmitido |
| Isidro Metapán                     | 1 - 2     | 'Alianza'        | Jorge "Calero" Suárez  | 28 de agosto | 19:00     | Canal 4        |
| Platense                           | 0 - 2     | 'Atlético Marte' | Antonio Toledo Valle   | 29 de agosto | 15:15     | Tigo Sports    |
| 'FAS'                              | 3 - 1     | Luis Ángel Firpo | Óscar Alberto Quiteño  | 29 de agosto | 15:15     | Canal 4        |
| Total de goles: 18 (3 por partido) |           |                  |                        |              |           |                |

| Jornada 8                             | Jornada 8 | Jornada 8      | Jornada 8                | Jornada 8        | Jornada 8 | Jornada 8      |
| Local                                 | Resultado | Visitante      | Estadio                  | Fecha            | Hora      | Transmisión    |
| ------------------------------------- | --------- | -------------- | ------------------------ | ---------------- | --------- | -------------- |
| 'Jocoro'                              | 3 - 1     | Chalatenango   | Tierra de fuego          | 11 de septiembre | 15:00     | No Transmitido |
| 'Municipal Limeño'                    | 1 - 0     | Águila         | Dr. Ramón Flores Berríos | 11 de septiembre | 18:30     | Tigo Sports    |
| Luis Ángel Firpo                      | 1 - 1     | Isidro Metapán | Sergio Torres Rivera     | 12 de septiembre | 15:00     | No Transmitido |
| 11 Deportivo                          | 1 - 3     | 'FAS'          | Arturo Simeón Magaña     | 12 de septiembre | 15:00     | Tigo Sports    |
| 'Alianza'                             | 3 - 1     | Atlético Marte | Cuscatlán                | 12 de septiembre | 15:15     | Canal 4        |
| 'Platense'                            | 1 - 0     | Santa Tecla    | Antonio Toledo Valle     | 12 de septiembre | 15:15     | No Transmitido |
| Total de goles: 16 (2.67 por partido) |           |                |                          |                  |           |                |

| Jornada 9                             | Jornada 9 | Jornada 9          | Jornada 9              | Jornada 9        | Jornada 9 | Jornada 9      |
| Local                                 | Resultado | Visitante          | Estadio                | Fecha            | Hora      | Transmisión    |
| ------------------------------------- | --------- | ------------------ | ---------------------- | ---------------- | --------- | -------------- |
| 'Jocoro'                              | 3 - 1     | Municipal Limeño   | Tierra de fuego        | 15 de septiembre | 15:00     | No transmitido |
| Atlético Marte                        | 1 - 3     | 'Luis Ángel Firpo' | Cuscatlán              | 15 de septiembre | 15:00     | Canal 4        |
| Santa Tecla                           | 0 - 4     | 'Alianza'          | Nacional Las Delicias  | 15 de septiembre | 18:00     | Canal 4        |
| Chalatenango                          | 1 - 2     | 'FAS'              | José Gregorio Martínez | 15 de septiembre | 18:00     | No transmitido |
| 'Águila'                              | 1 - 0     | Platense           | Juan Francisco Barraza | 15 de septiembre | 18:30     | No transmitido |
| Isidro Metapán                        | 0 - 1     | '11 Deportivo'     | Jorge "Calero" Suárez  | 15 de septiembre | 19:30     | No transmitido |
| Total de goles: 17 (2.83 por partido) |           |                    |                        |                  |           |                |

| Jornada 10                         | Jornada 10 | Jornada 10       | Jornada 10             | Jornada 10       | Jornada 10 | Jornada 10     |
| Local                              | Resultado  | Visitante        | Estadio                | Fecha            | Hora       | Transmisión    |
| ---------------------------------- | ---------- | ---------------- | ---------------------- | ---------------- | ---------- | -------------- |
| Chalatenango                       | 1 - 1      | Municipal Limeño | José Gregorio Martínez | 18 de septiembre | 18:00      | Tigo Sports    |
| 'Alianza'                          | 2 - 1      | Águila           | Cuscatlán              | 18 de septiembre | 19:00      | Canal 4        |
| Luis Ángel Firpo                   | 0 - 2      | 'Santa Tecla'    | Sergio Torres Rivera   | 19 de diciembre  | 15:00      | Tigo Sports    |
| 11 Deportivo                       | 0 - 0      | Atlético Marte   | Arturo Simeón Magaña   | 19 de diciembre  | 15:00      | No transmitido |
| Platense                           | 1 - 1      | Jocoro           | Antonio Toledo Valle   | 19 de diciembre  | 15:15      | No transmitido |
| 'FAS'                              | 3 - 0      | Isidro Metapán   | Óscar Alberto Quiteño  | 19 de diciembre  | 15:15      | Canal 4        |
| Total de goles: 12 (2 por partido) |            |                  |                        |                  |            |                |

| Jornada 11                            | Jornada 11 | Jornada 11       | Jornada 11               | Jornada 11       | Jornada 11 | Jornada 11     |
| Local                                 | Resultado  | Visitante        | Estadio                  | Fecha            | Hora       | Transmisión    |
| ------------------------------------- | ---------- | ---------------- | ------------------------ | ---------------- | ---------- | -------------- |
| Jocoro                                | 3 - 3      | Alianza          | Tierra de fuego          | 25 de septiembre | 15:00      | No transmitido |
| Águila                                | 1 - 1      | Luis Ángel Firpo | Juan Francisco Barraza   | 25 de septiembre | 18:30      | Canal 4        |
| Isidro Metapán                        | 1 - 4      | 'Chalatenango'   | Jorge "Calero" Suárez    | 25 de septiembre | 19:00      | No transmitido |
| Santa Tecla                           | 0 - 1      | '11 Deportivo'   | Nacional Las Delicias    | 25 de septiembre | 19:00      | Tigo Sports    |
| Atlético Marte                        | 0 - 1      | 'FAS'            | Cuscatlán                | 26 de septiembre | 15:15      | Canal 4        |
| Municipal Limeño                      | 0 - 1      | 'Platense'       | Dr. Ramón Flores Berríos | 27 de septiembre | 13:00      | Tigo Sports    |
| Total de goles: 16 (2.67 por partido) |            |                  |                          |                  |            |                |

### Segunda vuelta
| Jornada 12                           | Jornada 12 | Jornada 12       | Jornada 12               | Jornada 12   | Jornada 12 | Jornada 12     |
| Local                                | Resultado  | Visitante        | Estadio                  | Fecha        | Hora       | Transmisión    |
| ------------------------------------ | ---------- | ---------------- | ------------------------ | ------------ | ---------- | -------------- |
| 'Jocoro'                             | 2 - 1      | Luis Ángel Firpo | Tierra de fuego          | 2 de octubre | 15:00      | No transmitido |
| 'Platense'                           | 2 - 1      | Chalatenango     | Antonio Toledo Valle     | 2 de octubre | 15:15      | No transmitido |
| 'Atlético Marte'                     | 2 - 0      | Isidro Metapán   | Cuscatlán                | 2 de octubre | 15:15      | No transmitido |
| Municipal Limeño                     | 0 - 3      | 'Alianza'        | Dr. Ramón Flores Berríos | 2 de octubre | 15:30      | Canal 4        |
| 'Santa Tecla'                        | 1 - 0      | FAS              | Nacional Las Delicias    | 2 de octubre | 18:00      | Canal 4        |
| Águila                               | 1 - 2      | '11 Deportivo'   | Juan Francisco Barraza   | 2 de octubre | 18:30      | No transmitido |
| Total de goles: 15 (2.5 por partido) |            |                  |                          |              |            |                |

| Jornada 13                            | Jornada 13 | Jornada 13       | Jornada 13             | Jornada 13    | Jornada 13 | Jornada 13     |
| Local                                 | Resultado  | Visitante        | Estadio                | Fecha         | Hora       | Transmisión    |
| ------------------------------------- | ---------- | ---------------- | ---------------------- | ------------- | ---------- | -------------- |
| Chalatenango                          | 2 - 2      | Atlético Marte   | José Gregorio Martínez | 16 de octubre | 18:00      | No transmitido |
| Luis Ángel Firpo                      | 1 - 1      | Municipal Limeño | Sergio Torres Rivera   | 16 de octubre | 18:45      | Tigo Sports    |
| Isidro Metapán                        | 1 - 1      | Santa Tecla      | Jorge "Calero" Suárez  | 16 de octubre | 19:00      | Canal 4        |
| 11 Deportivo                          | 2 - 2      | Jocoro           | Arturo Simeón Magaña   | 17 de octubre | 15:00      | No transmitido |
| 'Alianza'                             | 4 - 0      | Platense         | Cuscatlán              | 17 de octubre | 15:15      | Tigo Sports    |
| FAS                                   | 0 - 1      | 'Águila'         | Óscar Alberto Quiteño  | 17 de octubre | 15:15      | Canal 4        |
| Total de goles: 17 (2.83 por partido) |            |                  |                        |               |            |                |

| Jornada 14                            | Jornada 14 | Jornada 14         | Jornada 14               | Jornada 14    | Jornada 14 | Jornada 14     |
| Local                                 | Resultado  | Visitante          | Estadio                  | Fecha         | Hora       | Transmisión    |
| ------------------------------------- | ---------- | ------------------ | ------------------------ | ------------- | ---------- | -------------- |
| Municipal Limeño                      | 1 - 1      | 11 Deportivo       | Dr. Ramón Flores Berríos | 9 de octubre  | 15:00      | Canal 4        |
| Platense                              | 1 - 3      | 'Luis Ángel Firpo' | Antonio Toledo Valle     | 9 de octubre  | 15:30      | Tigo Sports    |
| Jocoro                                | 0 - 0      | FAS                | Tierra de fuego          | 20 de octubre | 15:00      | No transmitido |
| Santa Tecla                           | 0 - 0      | Atlético Marte     | Nacional Las Delicias    | 20 de octubre | 19:00      | No transmitido |
| 'Águila'                              | 4 - 0      | Isidro Metapán     | Juan Francisco Barraza   | 20 de octubre | 19:00      | Tigo Sports    |
| 'Alianza'                             | 1 - 0      | Chalatenango       | Cuscatlán                | 20 de octubre | 19:15      | Canal 4        |
| Total de goles: 11 (1.83 por partido) |            |                    |                          |               |            |                |

| Jornada 15                           | Jornada 15 | Jornada 15       | Jornada 15             | Jornada 15    | Jornada 15 | Jornada 15     |
| Local                                | Resultado  | Visitante        | Estadio                | Fecha         | Hora       | Transmisión    |
| ------------------------------------ | ---------- | ---------------- | ---------------------- | ------------- | ---------- | -------------- |
| Chalatenango                         | 0 - 2      | 'Santa Tecla'    | José Gregorio Martínez | 23 de octubre | 18:30      | Canal 4        |
| Isidro Metapán                       | 1 - 1      | Jocoro           | Jorge "Calero" Suárez  | 23 de octubre | 19:00      | Tigo Sports    |
| Atlético Marte                       | 1 - 2      | 'Águila'         | Cuscatlán              | 24 de octubre | 15:00      | No transmitido |
| 11 Deportivo                         | 1 - 1      | Platense         | Arturo Simeón Magaña   | 24 de octubre | 15:00      | No transmitido |
| 'Luis Ángel Firpo'                   | 2 - 1      | Alianza          | Sergio Torres Rivera   | 24 de octubre | 15:00      | Canal 4        |
| 'FAS'                                | 2 - 1      | Municipal Limeño | Óscar Alberto Quiteño  | 24 de octubre | 15:15      | Tigo Sports    |
| Total de goles: 15 (2.5 por partido) |            |                  |                        |               |            |                |

| Jornada 16                            | Jornada 16 | Jornada 16     | Jornada 16               | Jornada 16    | Jornada 16 | Jornada 16     |
| Local                                 | Resultado  | Visitante      | Estadio                  | Fecha         | Hora       | Transmisión    |
| ------------------------------------- | ---------- | -------------- | ------------------------ | ------------- | ---------- | -------------- |
| Municipal Limeño                      | 2 - 2      | Isidro Metapán | Dr. Ramón Flores Berríos | 30 de octubre | 15:00      | No transmitido |
| Jocoro                                | 1 - 1      | Atlético Marte | Tierra de fuego          | 30 de octubre | 15:00      | No transmitido |
| 11 Deportivo                          | 2 - 3      | 'Alianza'      | Cuscatlán                | 30 de octubre | 15:30      | No transmitido |
| Platense                              | 0 - 0      | FAS            | Antonio Toledo Valle     | 30 de octubre | 15:30      | Canal 4        |
| 'Águila'                              | 2 - 0      | Santa Tecla    | Juan Francisco Barraza   | 30 de octubre | 19:00      | Canal 4        |
| 'Luis Ángel Firpo'                    | 4 - 2      | Chalatenango   | Sergio Torres Rivera     | 30 de octubre | 19:00      | No transmitido |
| Total de goles: 19 (3.17 por partido) |            |                |                          |               |            |                |

| Jornada 17                            | Jornada 17 | Jornada 17       | Jornada 17             | Jornada 17     | Jornada 17 | Jornada 17     |
| Local                                 | Resultado  | Visitante        | Estadio                | Fecha          | Hora       | Transmisión    |
| ------------------------------------- | ---------- | ---------------- | ---------------------- | -------------- | ---------- | -------------- |
| 'Atlético Marte'                      | 2 - 0      | Municipal Limeño | Cuscatlán              | 2 de noviembre | 15:00      | No transmitido |
| FAS                                   | 0 - 1      | 'Alianza'        | Óscar Alberto Quiteño  | 2 de noviembre | 15:15      | Canal 4        |
| '11 Deportivo'                        | 1 - 0      | Luis Ángel Firpo | Arturo Simeón Magaña   | 2 de noviembre | 15:30      | No transmitido |
| Chalatenango                          | 1 - 1      | Águila           | José Gregorio Martínez | 2 de noviembre | 18:30      | Canal 4        |
| 'Isidro Metapán'                      | 1 - 0      | Platense         | Jorge "Calero" Suárez  | 2 de noviembre | 19:00      | No transmitido |
| 'Santa Tecla'                         | 2 - 1      | Jocoro           | Nacional Las Delicias  | 2 de noviembre | 19:00      | Tigo Sports    |
| Total de goles: 10 (1.67 por partido) |            |                  |                        |                |            |                |

| Jornada 18                         | Jornada 18 | Jornada 18     | Jornada 18               | Jornada 18     | Jornada 18 | Jornada 18     |
| Local                              | Resultado  | Visitante      | Estadio                  | Fecha          | Hora       | Transmisión    |
| ---------------------------------- | ---------- | -------------- | ------------------------ | -------------- | ---------- | -------------- |
| Jocoro                             | 2 - 2      | Águila         | Tierra de fuego          | 6 de noviembre | 15:00      | No transmitido |
| 'Luis Ángel Firpo'                 | 2 - 0      | FAS            | Sergio Torres Rivera     | 6 de noviembre | 19:15      | Tigo Sports    |
| 'Alianza'                          | 1 - 0      | Isidro Metapán | Cuscatlán                | 6 de noviembre | 19:15      | No transmitido |
| Municipal Limeño                   | 1 - 1      | Santa Tecla    | Dr. Ramón Flores Berríos | 7 de noviembre | 15:00      | No transmitido |
| Atlético Marte                     | 0 - 0      | Platense       | Cuscatlán                | 7 de noviembre | 15:00      | Canal 4        |
| 11 Deportivo                       | 1 - 2      | 'Chalatenango' | Arturo Simeón Magaña     | 7 de noviembre | 15:00      | Tigo Sports    |
| Total de goles: 12 (2 por partido) |            |                |                          |                |            |                |

| Jornada 19                            | Jornada 19 | Jornada 19       | Jornada 19             | Jornada 19      | Jornada 19 | Jornada 19     |
| Local                                 | Resultado  | Visitante        | Estadio                | Fecha           | Hora       | Transmisión    |
| ------------------------------------- | ---------- | ---------------- | ---------------------- | --------------- | ---------- | -------------- |
| 'Atlético Marte'                      | 2 - 1      | Alianza          | Cuscatlán              | 13 de noviembre | 15:00      | Canal 4        |
| Santa Tecla                           | 0 - 1      | 'Platense'       | Nacional Las Delicias  | 13 de noviembre | 18:00      | No transmitido |
| 'Chalatenango'                        | 2 - 0      | Jocoro           | José Gregorio Martínez | 13 de noviembre | 18:30      | No transmitido |
| 'Águila'                              | 2 - 1      | Municipal Limeño | Juan Francisco Barraza | 13 de noviembre | 18:30      | Tigo Sports    |
| 'Isidro Metapán'                      | 2 - 1      | Luis Ángel Firpo | Jorge "Calero" Suárez  | 13 de noviembre | 19:00      | No transmitido |
| 'FAS'                                 | 3 - 2      | 11 Deportivo     | Óscar Alberto Quiteño  | 14 de noviembre | 15:15      | Canal 4        |
| Total de goles: 17 (2.83 por partido) |            |                  |                        |                 |            |                |

| Jornada 20                            | Jornada 20 | Jornada 20     | Jornada 20               | Jornada 20      | Jornada 20 | Jornada 20     |
| Local                                 | Resultado  | Visitante      | Estadio                  | Fecha           | Hora       | Transmisión    |
| ------------------------------------- | ---------- | -------------- | ------------------------ | --------------- | ---------- | -------------- |
| FAS                                   | 1 - 1      | Chalatenango   | Óscar Alberto Quiteño    | 17 de noviembre | 15:15      | Tigo Sports    |
| Municipal Limeño                      | 0 - 0      | Jocoro         | Dr. Ramón Flores Berríos | 17 de noviembre | 15:15      | No transmitido |
| 'Platense'                            | 3 - 2      | Águila         | Antonio Toledo Valle     | 17 de noviembre | 15:30      | No transmitido |
| 'Luis Ángel Firpo'                    | 2 - 0      | Atlético Marte | Sergio Torres Rivera     | 17 de noviembre | 19:00      | No transmitido |
| 'Alianza'                             | 5 - 0      | Santa Tecla    | Cuscatlán                | 17 de noviembre | 19:15      | Canal 4        |
| 11 Deportivo                          | 1 - 1      | Isidro Metapán | Arturo Simeón Magaña     | 18 de noviembre | 15:30      | Tigo Sports    |
| Total de goles: 16 (2.67 por partido) |            |                |                          |                 |            |                |

| Jornada 21                         | Jornada 21 | Jornada 21       | Jornada 21               | Jornada 21      | Jornada 21 | Jornada 21     |
| Local                              | Resultado  | Visitante        | Estadio                  | Fecha           | Hora       | Transmisión    |
| ---------------------------------- | ---------- | ---------------- | ------------------------ | --------------- | ---------- | -------------- |
| Jocoro                             | 1 - 1      | Platense         | Tierra de fuego          | 20 de noviembre | 15:15      | No transmitido |
| Santa Tecla                        | 2 - 2      | Luis Ángel Firpo | Nacional Las Delicias    | 20 de noviembre | 18:00      | Tigo Sports    |
| Águila                             | 0 - 1      | 'Alianza'        | Juan Francisco Barraza   | 20 de noviembre | 19:00      | Canal 4        |
| Municipal Limeño                   | 0 - 3      | 'Chalatenango'   | Dr. Ramón Flores Berríos | 21 de noviembre | 15:00      | No transmitido |
| Atlético Marte                     | 1 - 4      | '11 Deportivo'   | Cuscatlán                | 21 de noviembre | 15:00      | Tigo Sports    |
| Isidro Metapán                     | 1 - 2      | 'FAS'            | Jorge "Calero" Suárez    | 21 de noviembre | 17:00      | Canal 4        |
| Total de goles: 18 (3 por partido) |            |                  |                          |                 |            |                |

| Jornada 22                            | Jornada 22 | Jornada 22         | Jornada 22             | Jornada 22      | Jornada 22 | Jornada 22     |
| Local                                 | Resultado  | Visitante          | Estadio                | Fecha           | Hora       | Transmisión    |
| ------------------------------------- | ---------- | ------------------ | ---------------------- | --------------- | ---------- | -------------- |
| 'Alianza'                             | 2 - 0      | Jocoro             | Cuscatlán              | 27 de noviembre | 15:00      | Tigo Sports    |
| 'Luis Ángel Firpo'                    | 1 - 0      | Águila             | Sergio Torres Rivera   | 27 de noviembre | 15:00      | Canal 4        |
| Platense                              | 0 - 1      | 'Municipal Limeño' | Antonio Toledo Valle   | 27 de noviembre | 15:00      | No transmitido |
| '11 Deportivo'                        | 4 - 3      | Santa Tecla        | Arturo Simeón Magaña   | 27 de noviembre | 15:00      | No transmitido |
| FAS                                   | 2 - 2      | Atlético Marte     | Óscar Alberto Quiteño  | 27 de noviembre | 15:00      | No transmitido |
| 'Chalatenango'                        | 1 - 0      | Isidro Metapán     | José Gregorio Martínez | 27 de noviembre | 15:00      | No transmitido |
| Total de goles: 16 (2.67 por partido) |            |                    |                        |                 |            |                |

## Fase final

### Cuadro de desarrollo
|  | Cuartos de final                                 | Cuartos de final                                 | Cuartos de final                                 | Cuartos de final                                 | Cuartos de final                                 |   |    | Semifinales                                       | Semifinales                                       | Semifinales                                       | Semifinales                                       | Semifinales                                       |  |    | Final           | Final           | Final           |  |
|  | 1 y 2 de diciembre (ida) 5 de diciembre (vuelta) | 1 y 2 de diciembre (ida) 5 de diciembre (vuelta) | 1 y 2 de diciembre (ida) 5 de diciembre (vuelta) | 1 y 2 de diciembre (ida) 5 de diciembre (vuelta) | 1 y 2 de diciembre (ida) 5 de diciembre (vuelta) |   |    | 8 y 9 de diciembre (ida) 12 de diciembre (vuelta) | 8 y 9 de diciembre (ida) 12 de diciembre (vuelta) | 8 y 9 de diciembre (ida) 12 de diciembre (vuelta) | 8 y 9 de diciembre (ida) 12 de diciembre (vuelta) | 8 y 9 de diciembre (ida) 12 de diciembre (vuelta) |  |    | 19 de diciembre | 19 de diciembre | 19 de diciembre |  |
|  |                                                  |                                                  |                                                  |                                                  |                                                  |   |    |                                                   |                                                   |                                                   |                                                   |                                                   |  |    |                 |                 |                 |  |
|  |                                                  |                                                  |                                                  |                                                  |                                                  |   |    |                                                   |                                                   |                                                   |                                                   |                                                   |  |    |                 |                 |                 |  |
|  | 1°                                               | 'Alianza'                                        | 3                                                | 1                                                | 4                                                |   |    |                                                   |                                                   |                                                   |                                                   |                                                   |  |    |                 |                 |                 |  |
|  | 1°                                               | 'Alianza'                                        | 3                                                | 1                                                | 4                                                |   |    |                                                   |                                                   |                                                   |                                                   |                                                   |  |    |                 |                 |                 |  |
|  | 8°                                               | Jocoro                                           | 2                                                | 0                                                | 2                                                |   |    |                                                   |                                                   |                                                   |                                                   |                                                   |  |    |                 |                 |                 |  |
|  | 8°                                               | Jocoro                                           | 2                                                | 0                                                | 2                                                |   | 1° | 'Alianza'                                         | 1                                                 | 2                                                 | 3                                                 |                                                   |  |    |                 |                 |                 |  |
|  |                                                  |                                                  |                                                  |                                                  |                                                  |   | 1° | 'Alianza'                                         | 1                                                 | 2                                                 | 3                                                 |                                                   |  |    |                 |                 |                 |  |
|  |                                                  |                                                  | 4°                                               | 11 Deportivo                                     | 1                                                | 0 | 1  |                                                   |                                                   |                                                   |                                                   |                                                   |  |    |                 |                 |                 |  |
|  | 4°                                               | '11 Deportivo'                                   | 4°                                               | 11 Deportivo                                     | 1                                                | 0 | 1  | 1                                                 | 0 (4)                                             | 1                                                 |                                                   |                                                   |  |    |                 |                 |                 |  |
|  | 4°                                               | '11 Deportivo'                                   |                                                  |                                                  |                                                  |   |    |                                                   |                                                   | 1                                                 |                                                   |                                                   |  |    |                 |                 |                 |  |
|  | 5°                                               | Águila                                           | 1                                                | 0 (3)                                            | 1                                                |   |    |                                                   |                                                   |                                                   |                                                   |                                                   |  |    |                 |                 |                 |  |
|  | 5°                                               | Águila                                           | 1                                                | 0 (3)                                            | 1                                                |   |    |                                                   |                                                   |                                                   |                                                   |                                                   |  | 1° | 'Alianza'       | 2               |                 |  |
|  |                                                  |                                                  |                                                  |                                                  |                                                  |   |    |                                                   |                                                   |                                                   |                                                   |                                                   |  | 1° | 'Alianza'       | 2               |                 |  |
|  |                                                  |                                                  | 6°                                               | Platense                                         | 1                                                |   |    |                                                   |                                                   |                                                   |                                                   |                                                   |  |    |                 |                 |                 |  |
|  | 3°                                               | Luis Ángel Firpo                                 | 6°                                               | Platense                                         | 1                                                | 2 | 1  | 3                                                 |                                                   |                                                   |                                                   |                                                   |  |    |                 |                 |                 |  |
|  | 3°                                               | Luis Ángel Firpo                                 |                                                  |                                                  |                                                  |   |    |                                                   |                                                   |                                                   |                                                   |                                                   |  |    |                 |                 |                 |  |
|  | 6°                                               | 'Platense'                                       | 2                                                | 2                                                | 4                                                |   |    |                                                   |                                                   |                                                   |                                                   |                                                   |  |    |                 |                 |                 |  |
|  | 6°                                               | 'Platense'                                       | 2                                                | 2                                                | 4                                                |   | 6° | 'Platense'                                        | 1                                                 | 1                                                 | 2                                                 |                                                   |  |    |                 |                 |                 |  |
|  |                                                  |                                                  |                                                  |                                                  |                                                  |   | 6° | 'Platense'                                        | 1                                                 | 1                                                 | 2                                                 |                                                   |  |    |                 |                 |                 |  |
|  |                                                  |                                                  | 7°                                               | Chalatenango                                     | 1                                                | 0 | 1  |                                                   |                                                   |                                                   |                                                   |                                                   |  |    |                 |                 |                 |  |
|  | 2°                                               | FAS                                              | 7°                                               | Chalatenango                                     | 1                                                | 0 | 1  | 0                                                 | 1 (2)                                             | 1                                                 |                                                   |                                                   |  |    |                 |                 |                 |  |
|  | 2°                                               | FAS                                              |                                                  |                                                  |                                                  |   |    |                                                   |                                                   | 1                                                 |                                                   |                                                   |  |    |                 |                 |                 |  |
|  | 7°                                               | 'Chalatenango'                                   | 0                                                | 1 (4)                                            | 1                                                |   |    |                                                   |                                                   |                                                   |                                                   |                                                   |  |    |                 |                 |                 |  |
|  | 7°                                               | 'Chalatenango'                                   | 0                                                | 1 (4)                                            | 1                                                |   |    |                                                   |                                                   |                                                   |                                                   |                                                   |  |    |                 |                 |                 |  |
|  |                                                  |                                                  |                                                  |                                                  |                                                  |   |    |                                                   |                                                   |                                                   |                                                   |                                                   |  |    |                 |                 |                 |  |

### Cuartos de final

#### Alianza - Jocoro
| 1 de diciembre de 2021 | Jocoro                           | 2 - 3                                | 'Alianza'                           | Polideportivo "Tierra de fuego", Jocoro, Morazán |                            |
| 15:00                  | N. Alvarenga 15' · S. Guzmán 49' | Soccerway Reporte El Gráfico Reporte | 27', 33' R. Zelaya · 67' D. Riascos | Árbitro(s): Ismael Cornejo                       | Árbitro(s): Ismael Cornejo |

| 5 de diciembre de 2021 | 'Alianza'         | 1 - 0 (Global 4 - 2)                 | Jocoro | Estadio Cuscatlán, San Salvador, San Salvador |                             |
| 15:00                  | M. Monterroza 63' | Soccerway Reporte El Gráfico Reporte |        | Árbitro(s): Giovanni Corona                   | Árbitro(s): Giovanni Corona |

#### 11 Deportivo - Águila
| 1 de diciembre de 2021 | Águila               | 1 - 1                                | 11 Deportivo     | Estadio Juan Francisco Barraza, San Miguel, San Miguel |                                 |
| 19:00                  | F. Alfaro 47' (pen.) | Soccerway Reporte El Gráfico Reporte | 24' E. Contreras | Árbitro(s): Francisco Quinteros                        | Árbitro(s): Francisco Quinteros |

| 5 de diciembre de 2021 | 11 Deportivo                                           | 0 - 0 (4 - 3 p.)(Global 1 - 1)       | Águila                                                 | Estadio Arturo Simeón Magaña, Ahuachapán, Ahuachapán |                             |
| 15:00                  |                                                        | Soccerway Reporte El Gráfico Reporte |                                                        | Árbitro(s): Germán Martínez                          | Árbitro(s): Germán Martínez |
|                        |                                                        | Tiros desde el punto penal           |                                                        |                                                      |                             |
|                        | J. Barreto · M. Díaz · D. Vargas · E. Medrano · B. Paz |                                      | S. Ortiz · X. García · N. Muñoz · F. Alfaro · G. Mayén |                                                      |                             |

#### Luis Ángel Firpo vs Platense
| 1 de diciembre de 2021 | Platense                  | 2 - 2                                | Luis Ángel Firpo                   | Estadio Antonio Toledo Valle, Zacatecoluca, La Paz |                         |
| 15:15                  | R. Burgos 8' · C. Delgado | Soccerway Reporte El Gráfico Reporte | 26' L. Canales · 90+1' J. Williams | Árbitro(s): Iván Barton                            | Árbitro(s): Iván Barton |

| 5 de diciembre de 2021 | Luis Ángel Firpo | 1 - 2 (Global 3 - 4)                 | 'Platense'                     | Estadio Sergio Torres Rivera, Usulután, Usulután |                         |
| 15:15                  | J. Williams 17'  | Soccerway Reporte El Gráfico Reporte | 24' R. Burgos · 60' C. Delgado | Árbitro(s): Por definir                          | Árbitro(s): Por definir |

#### FAS - Chalatenango
| 2 de diciembre de 2021 | Chalatenango | 0 - 0                                | FAS | Estadio José Gregorio Martínez, Chalatenango, Chalatenango |                            |
| 18:30                  |              | Soccerway Reporte El Gráfico Reporte |     | Árbitro(s): Fermín Morales                                 | Árbitro(s): Fermín Morales |

| 5 de diciembre de 2021 | FAS                                           | 1 - 1 (2 - 4 p.)(Global 1 - 1)       | Chalatenango                                   | Estadio Óscar Alberto Quiteño, Santa Ana, Santa Ana |                               |
| 15:00                  | E. Flores 40'                                 | Soccerway Reporte El Gráfico Reporte | 88' B. Díaz                                    | Árbitro(s): Filberto Martínez                       | Árbitro(s): Filberto Martínez |
|                        |                                               | Tiros desde el punto penal           |                                                |                                                     |                               |
|                        | A. Jaco · J. Portillo · R. Clavel · C. Zúñiga |                                      | K. Malcolm · B. Díaz · C. Anzora · I. Barahona |                                                     |                               |

### Semifinales

#### Alianza - 11 Deportivo
| 8 de diciembre de 2021 | 11 Deportivo    | 1 - 1                                | Alianza       | Estadio Arturo Simeón Magaña, Ahuachapán, Ahuachapán |                            |
| 15:30                  | E. Orellana 14' | Soccerway Reporte El Gráfico Reporte | 46' R. Zelaya | Árbitro(s): Fermín Morales                           | Árbitro(s): Fermín Morales |

| 12 de diciembre de 2021 | 'Alianza'                     | 2 - 0 (Global 3 - 1)                 | 11 Deportivo | Estadio Cuscatlán, San Salvador, San Salvador |                         |
| 15:00                   | D. Riascos 18' · E. Rivas 57' | Soccerway Reporte El Gráfico Reporte |              | Árbitro(s): Iván Barton                       | Árbitro(s): Iván Barton |

#### Platense - Chalatenango
| 9 de diciembre de 2021 | Chalatenango          | 1 - 1                                | Platense                | Estadio José Gregorio Martínez, Chalatenango, Chalatenango |                            |
| 19:00                  | K. Malcolm 19' (pen.) | Soccerway Reporte El Gráfico Reporte | 45+2' (t.l.) D. Rosales | Árbitro(s): Héctor Salazar                                 | Árbitro(s): Héctor Salazar |

| 12 de diciembre de 2021 | 'Platense'            | 1 - 0 (Global 2 - 1)                 | Chalatenango | Estadio Antonio Toledo Valle, Zacatecoluca, La Paz |                             |
| 15:00                   | C. Delgado 74' (pen.) | Soccerway Reporte El Gráfico Reporte |              | Árbitro(s): Germán Martínez                        | Árbitro(s): Germán Martínez |

### Final
| 25    | POR   | Mario González       |     |
| 4     | DEF   | Iván Mancía          |     |
| 15    | DEF   | Jonathan Jiménez     | 90' |
| 16    | DEF   | Henry Romero         |     |
| 20    | DEF   | Bryan Tamacas        |     |
| 6     | MED   | Narciso Orellana     |     |
| 8     | MED   | Óscar Rodríguez      | 72' |
| 11    | MED   | Juan Carlos Portillo | 72' |
| 21    | MED   | Marvin Monterroza    |     |
| 7     | DEL   | Duvier Riascos       |     |
| 22    | DEL   | Rodolfo Zelaya       | 76' |
| D. T. | D. T. | Milton Meléndez      |     |

| 22    | POR   | Manuel González  |     |
| 2     | DEF   | Wilber Arizala   |     |
| 15    | DEF   | Denilson Rosales |     |
| 23    | DEF   | Mario Martínez   |     |
| 4     | MED   | Steve Alfaro     |     |
| 10    | MED   | Gilberto Baires  |     |
| 21    | MED   | Geovanny Sigarán | 85' |
| 25    | MED   | Rodolfo Orellana | 46' |
| 8     | DEL   | Javier Lezcano   | 78' |
| 16    | DEL   | Camilo Delgado   |     |
| 29    | DEL   | Víctor Landazuri |     |
| D. T. | D. T. | Guillermo Rivera |     |

| 23 | DEL | Michell Mercado | 72' |
| 26 | MED | Ezequiel Rivas  | 72' |
| 27 | MED | Isaac Portillo  | 76' |
| 17 | DEF | Alexis Renderos | 90' |

| 11 | MED | Melvin Alfaro  | 46' |
| 9  | DEL | Rafael Burgos  | 78' |
| 17 | MED | Brian Martínez | 85' |

| 36' · 69' | Duvier Riascos | 1 - 0 2 - 1 |

| 54' | Víctor Landazuri | 1 - 1 |

| 43' · 82' | Iván Mancía Narciso Orellana |

| 32' · 47' · 64' | Steve Alfaro Víctor Landazuri Gilberto Baires |

| 90+5' | Duvier Riascos |

| Principal  | Ismael Cornejo  |
| Asistentes | Francisco Zumba |
|            | David Morán     |
| Cuarto     | Raúl Morales    |
| Quinto     | Carlos Vargas   |

| 25    | POR   | Mario González       |     |
| 4     | DEF   | Iván Mancía          |     |
| 15    | DEF   | Jonathan Jiménez     | 90' |
| 16    | DEF   | Henry Romero         |     |
| 20    | DEF   | Bryan Tamacas        |     |
| 6     | MED   | Narciso Orellana     |     |
| 8     | MED   | Óscar Rodríguez      | 72' |
| 11    | MED   | Juan Carlos Portillo | 72' |
| 21    | MED   | Marvin Monterroza    |     |
| 7     | DEL   | Duvier Riascos       |     |
| 22    | DEL   | Rodolfo Zelaya       | 76' |
| D. T. | D. T. | Milton Meléndez      |     |

| 22    | POR   | Manuel González  |     |
| 2     | DEF   | Wilber Arizala   |     |
| 15    | DEF   | Denilson Rosales |     |
| 23    | DEF   | Mario Martínez   |     |
| 4     | MED   | Steve Alfaro     |     |
| 10    | MED   | Gilberto Baires  |     |
| 21    | MED   | Geovanny Sigarán | 85' |
| 25    | MED   | Rodolfo Orellana | 46' |
| 8     | DEL   | Javier Lezcano   | 78' |
| 16    | DEL   | Camilo Delgado   |     |
| 29    | DEL   | Víctor Landazuri |     |
| D. T. | D. T. | Guillermo Rivera |     |

| 23 | DEL | Michell Mercado | 72' |
| 26 | MED | Ezequiel Rivas  | 72' |
| 27 | MED | Isaac Portillo  | 76' |
| 17 | DEF | Alexis Renderos | 90' |

| 11 | MED | Melvin Alfaro  | 46' |
| 9  | DEL | Rafael Burgos  | 78' |
| 17 | MED | Brian Martínez | 85' |

| 36' · 69' | Duvier Riascos | 1 - 0 2 - 1 |

| 54' | Víctor Landazuri | 1 - 1 |

| 43' · 82' | Iván Mancía Narciso Orellana |

| 32' · 47' · 64' | Steve Alfaro Víctor Landazuri Gilberto Baires |

| 90+5' | Duvier Riascos |

| Principal  | Ismael Cornejo  |
| Asistentes | Francisco Zumba |
|            | David Morán     |
| Cuarto     | Raúl Morales    |
| Quinto     | Carlos Vargas   |

| 25    | POR   | Mario González       |     |
| 4     | DEF   | Iván Mancía          |     |
| 15    | DEF   | Jonathan Jiménez     | 90' |
| 16    | DEF   | Henry Romero         |     |
| 20    | DEF   | Bryan Tamacas        |     |
| 6     | MED   | Narciso Orellana     |     |
| 8     | MED   | Óscar Rodríguez      | 72' |
| 11    | MED   | Juan Carlos Portillo | 72' |
| 21    | MED   | Marvin Monterroza    |     |
| 7     | DEL   | Duvier Riascos       |     |
| 22    | DEL   | Rodolfo Zelaya       | 76' |
| D. T. | D. T. | Milton Meléndez      |     |

| 22    | POR   | Manuel González  |     |
| 2     | DEF   | Wilber Arizala   |     |
| 15    | DEF   | Denilson Rosales |     |
| 23    | DEF   | Mario Martínez   |     |
| 4     | MED   | Steve Alfaro     |     |
| 10    | MED   | Gilberto Baires  |     |
| 21    | MED   | Geovanny Sigarán | 85' |
| 25    | MED   | Rodolfo Orellana | 46' |
| 8     | DEL   | Javier Lezcano   | 78' |
| 16    | DEL   | Camilo Delgado   |     |
| 29    | DEL   | Víctor Landazuri |     |
| D. T. | D. T. | Guillermo Rivera |     |

| 23 | DEL | Michell Mercado | 72' |
| 26 | MED | Ezequiel Rivas  | 72' |
| 27 | MED | Isaac Portillo  | 76' |
| 17 | DEF | Alexis Renderos | 90' |

| 11 | MED | Melvin Alfaro  | 46' |
| 9  | DEL | Rafael Burgos  | 78' |
| 17 | MED | Brian Martínez | 85' |

| 36' · 69' | Duvier Riascos | 1 - 0 2 - 1 |

| 54' | Víctor Landazuri | 1 - 1 |

| 43' · 82' | Iván Mancía Narciso Orellana |

| 32' · 47' · 64' | Steve Alfaro Víctor Landazuri Gilberto Baires |

| 90+5' | Duvier Riascos |

| Principal  | Ismael Cornejo  |
| Asistentes | Francisco Zumba |
|            | David Morán     |
| Cuarto     | Raúl Morales    |
| Quinto     | Carlos Vargas   |

| 25    | POR   | Mario González       |     |
| 4     | DEF   | Iván Mancía          |     |
| 15    | DEF   | Jonathan Jiménez     | 90' |
| 16    | DEF   | Henry Romero         |     |
| 20    | DEF   | Bryan Tamacas        |     |
| 6     | MED   | Narciso Orellana     |     |
| 8     | MED   | Óscar Rodríguez      | 72' |
| 11    | MED   | Juan Carlos Portillo | 72' |
| 21    | MED   | Marvin Monterroza    |     |
| 7     | DEL   | Duvier Riascos       |     |
| 22    | DEL   | Rodolfo Zelaya       | 76' |
| D. T. | D. T. | Milton Meléndez      |     |

| 22    | POR   | Manuel González  |     |
| 2     | DEF   | Wilber Arizala   |     |
| 15    | DEF   | Denilson Rosales |     |
| 23    | DEF   | Mario Martínez   |     |
| 4     | MED   | Steve Alfaro     |     |
| 10    | MED   | Gilberto Baires  |     |
| 21    | MED   | Geovanny Sigarán | 85' |
| 25    | MED   | Rodolfo Orellana | 46' |
| 8     | DEL   | Javier Lezcano   | 78' |
| 16    | DEL   | Camilo Delgado   |     |
| 29    | DEL   | Víctor Landazuri |     |
| D. T. | D. T. | Guillermo Rivera |     |

| 23 | DEL | Michell Mercado | 72' |
| 26 | MED | Ezequiel Rivas  | 72' |
| 27 | MED | Isaac Portillo  | 76' |
| 17 | DEF | Alexis Renderos | 90' |

| 11 | MED | Melvin Alfaro  | 46' |
| 9  | DEL | Rafael Burgos  | 78' |
| 17 | MED | Brian Martínez | 85' |

| 36' · 69' | Duvier Riascos | 1 - 0 2 - 1 |

| 54' | Víctor Landazuri | 1 - 1 |

| 43' · 82' | Iván Mancía Narciso Orellana |

| 32' · 47' · 64' | Steve Alfaro Víctor Landazuri Gilberto Baires |

| 90+5' | Duvier Riascos |

| Principal  | Ismael Cornejo  |
| Asistentes | Francisco Zumba |
|            | David Morán     |
| Cuarto     | Raúl Morales    |
| Quinto     | Carlos Vargas   |

|                             |
|                             |
| Campeón Alianza 16.º título |

## Estadísticas

### Máximos goleadores (Top 10)
Lista con los máximos goleadores de la competencia.
| Núm. | Pos. | Jugador         | Equipo           | Goles |
| ---- | ---- | --------------- | ---------------- | ----- |
| 1.°  |      | Duvier Riascos  | Alianza          | 16    |
| 2.°  |      | Jomal Williams  | Luis Ángel Firpo | 13    |
| 3.°  |      | Kemal Malcolm   | Chalatenango     | 11    |
| 3.°  |      | Rodolfo Zelaya  | Alianza          | 11    |
| 4.°  |      | Jhon Machado    | Jocoro           | 9     |
| 4.°  |      | Luis Peralta    | FAS              | 9     |
| 5.°  |      | Edgar Medrano   | 11 Deportivo     | 8     |
| 5.°  |      | Camilo Delgado  | Platense         | 8     |
| 5.°  |      | Wesley da Silva | Luis Ángel Firpo | 8     |
| 6.°  |      | Cristian Gil    | Isidro Metapán   | 7     |
| 6.°  |      | Bladimir Díaz   | Chalatenango     | 7     |

### Triplete o más
| Fecha            | Jugador        | Goles           | Local          |  | Resultado |  | Visitante        | Jornada |
| ---------------- | -------------- | --------------- | -------------- |  | --------- |  | ---------------- | ------- |
| 1 de agosto      | Duvier Riascos | 11', 35', 77'   | Alianza        |  | 4–1       |  | Municipal Limeño | 1       |
| 25 de septiembre | Duvier Riascos | 78', 80', 83'   | Jocoro         |  | 3–3       |  | Alianza          | 11      |
| 25 de septiembre | Kenroy Oshane  | 64', 66', 90+1' | Isidro Metapán |  | 1–4       |  | Chalatenango     | 11      |

### Autogoles
| Fecha            | Jugador         | Minuto | Local        |  | Resultado |  | Visitante        | Jornada |
| ---------------- | --------------- | ------ | ------------ |  | --------- |  | ---------------- | ------- |
| 22 de agosto     | José Ortega     | 47'    | Chalatenango |  | 0–2       |  | Luis Ángel Firpo | 5       |
| 15 de septiembre | Fabricio Silva  | 67'    | Santa Tecla  |  | 0–4       |  | Alianza          | 9       |
| 25 de septiembre | Rubén Marroquín | 4'     | Jocoro       |  | 3–3       |  | Alianza          | 11      |